# Соколов, Ольга
Ольга Соколов (ивр. אולגה סוקולוב‎);  — израильская паралимпийская гребчиха. Участница летних Паралипийских игр 2012 года в Лондоне.

## Биография
Ольга спортом никогда не занималась. Она работала кассиром в магазине. В 2006 году попала в аварию. У неё были многочисленные переломы и она прошла операцию по присоединению берцовой кости. Знакомый подруги, который занимался греблей, предложил ей прийти на тренировку. Так Ольга стала заниматься греблей. Впервые в международных соревнованиях выступила в 2009 году в Германии на кубке мира (2009 World Rowing Cup II - Oberschleissheim/Munich, Germany) вместе с Реувеном Магнаджи, в паре с которым выступала несколько лет. В 2010 году принимала участие на чемпионате мира по гребле в Новой Зеландии.
В 2012 году выступала Паралимпиаде 2012 в Лондоне.
В 2013 заняла второе место на этапе кубка мира в Великобритании.
Паралимпиада 2012
| Соревнование       | Спортсмены                    | Отборочная гонка | Отборочная гонка | Дополнительная гонка | Дополнительная гонка | Финал   | Финал |
| Соревнование       | Спортсмены                    | Время            | Квалификация     | Время                | Квалификация         | Время   | Место |
| ------------------ | ----------------------------- | ---------------- | ---------------- | -------------------- | -------------------- | ------- | ----- |
| двойки (смешанные) | Реувен Магнаджи Ольга Соколов | 4:18.45          | 6                | 4:20.20              | 4 Финал В            | 4:14.90 | 9     |